# V4 Híradó
A V4 Híradó az MTVA saját gyártású, minden nap kétszer jelentkező, élő hírműsora, az M1 napi aktuális csatornán. A műsort a Duna Média munkatársai szerkesztik. A házigazdák felváltva, a műsorsávtól függően Meszes Boglárka és Németh Balázs, illetve Rabb Ferenc, Radnai Csaba és Székely-Varga Edina. A műsor grafikájának a vezérszíne a többi híradáshoz hasonlóan kék.

## Története
A V4 Híradó először 2017. március 15-én került műsorra, 21:25-kor az ekkor kétéves M1-en. A közel öt perces hírműsorban a Visegrádi Együttműködés országainak legfontosabb történéseit foglalják össze. Jelenleg a műsor esti kiadása 21:25-kor kezdődik, a 9 órai Híradó után és a Világhíradó előtt van műsoron, továbbá a napközben a déli Híradót követően 12:50-kor látható még a V4 Híradó a közszolgálati média aktuális csatornáján.
A V4 Híradókat az M1-gyel párhuzamosan közvetíti a Duna World is.